# 少年の犯罪
『少年の犯罪』（しょうねんのはんざい）は、1997年の日本のビデオ映画。R-18指定のVシネマ。サブタイトルに「普通の家庭の普通の少年が起こした凶悪な犯罪録」がつく。
2004年の『コンクリート』に先駆けて、1989年に起こった「女子高生コンクリート詰め殺人事件」を川崎軍二監督が映画化したものだが、『コンクリート』ほど話題に上ることはなかった。

## スタッフ
- 監督・脚本：川崎軍二
- 製作：梶俊吾

## キャスト
- 大竹なお
- 真央はじめ
- 樹かず
- 今泉浩一